# シャーニー・デービス
シャーニー・デービス（Shani Davis、1982年8月13日 - ）は、アメリカ・イリノイ州シカゴ出身の男子スピードスケート選手。男子初・個人種目初の冬季五輪黒人金メダリスト。北ミシガン大学卒業。

## 略歴
- 「シャーニー」という名前は、父がスワヒリ語の辞書から選んだ。
- 2歳からローラースケートを始め、6歳の時にアイススケートを始めた。持ち前の運動神経と勤勉な努力で一流選手の道を登り始め、2002年ソルトレークシティオリンピックにて黒人初の代表選手に選出された。（ショートトラック）
- 2004年からスピードスケートに転向し、ショートトラックで鍛えたコーナーワークと天性の脚力で一気に才能が開花。
- 2005年1月9日にソルトレイクシティで行われた世界オールラウンド北米予選会にて当時の1500mの世界記録（1分43秒33）を樹立、同年2月の世界オールラウンド選手権総合優勝、11月20日にも1000mの世界記録（1分07秒03）を樹立した。
- トリノオリンピックでは史上初のショートトラック・スピードスケートのダブル代表を狙ったが[1]、ショートトラック選考会での順位不足でショートの代表落選、スピードスケート単独での代表となった。1000mで金メダル、1500mで銀メダルを獲得。
- バンクーバーオリンピックでは、スピードスケート男子に出場。500mは1回目で棄権。1000mではトリノオリンピックに続く金メダル獲得で、2連覇達成。1500mで銀メダルを獲得。
- ソチオリンピックでも3種目に出場。スピードスケート史上3人目の五輪3連覇が懸かった1000mで8位に止まるなど不本意な結果に終わった。
- 2016年6月、日本電産サンキョーのコーチに就任。

## 世界記録
現在、以下の種目で世界記録を保持している。
| 種目             | 記録            | 日時               | 場所               |
| ---------------- | --------------- | ------------------ | ------------------ |
| 1000メートル競走 | 1分06秒42       | 2009年3月7日       | ソルトレイクシティ |
| 1500メートル競走 | １分41秒04      | 2009年12月11日     | ソルトレイクシティ |
| ビッグ複合       | 145.742ポイント | 2006年3月18日-19日 | カルガリー         |

## 私生活
- 映画Mr.インクレディブルにサミュエル・L・ジャクソン演じるフロゾンという「氷を操るウィンタースポーツの達人」という設定のキャラクターが登場するが、シャーニーがそのモデルであるとされている。[2]
- シカゴ・ホワイトソックスのファン。
- アポロ・アントン・オーノとは親友である。